# Matsuyama
Matsuyama (dt. „Kiefernberg“; japanisch 松山市 Matsuyama-shi, deutsch ‚(kreisfreie) Stadt Matsuyama‘, englisch Matsuyama City) ist das Verwaltungszentrum der Präfektur Ehime. Die größte Stadt auf Shikoku liegt im Westen der Takanawa-Halbinsel und umfasst auch mehrere vorgelagerte Inseln. Sie besitzt seit 1923 eine Universität.

## Geschichte
Der Ursprung der Stadt liegt in dem Dorf bei der Burg Matsuyama-jō, dem Zentrum der Feudalherrschaft (Han) Iyo-Matsuyama. Nach der Meiji-Restauration wurde der Han 1871 aufgelöst und 1889 die Stadt Matsuyama gegründet. Nach und nach wurden ihr umliegende Ortschaften eingegliedert, zum Beispiel das Thermalbad Dōgo-Onsen (道後温泉) im Osten und der Hafen Mitsuhama (三津浜) im Westen.
Nachdem das deutsche Pachtgebiet Kiautschou im November 1914 gegenüber Japan kapitulierte, wurden in Matsuyama von 1914 bis 1917 deutsche Kriegsgefangene interniert.
Am 12. Juli 2024 kam es nach Niederschlägen zu einem Erdrutsch,  durch den Menschen vermisst gingen.

## Sehenswürdigkeiten
Die Burg Matsuyama-jō wurde zu Beginn der Edo-Zeit (1603) auf dem 132 Meter hohen Hügel Katsuyama errichtet. 1784 wurde der Burgturm (Tenshu) durch Blitzschlag zerstört, von 1820 bis 1854 jedoch in der ursprünglichen Gestalt wiederhergestellt, in der man ihn seither – trotz einiger Bombenschäden im Zweiten Weltkrieg – erhalten hat. Die Anlage mit ihrem großzügigen Park ist mit der Stadt durch eine Seilbahn verbunden.
Von den 88 Stationstempeln des traditionsreichen buddhistischen Shikoku-Pilgerweges liegen acht, Nr. 46–53, in Matsuyama: 
Jōruri-ji,
Yasaka-ji,
Sairin-ji,
Jōdo-ji,
Hanta-ji,
Ishite-ji,
Taisan-ji und
Enmyō-ji.
Erwähnenswert ist auch der nicht dazugehörende Taihō-ji (大宝寺). Bedeutendstes Shintō-Heiligtum der Stadt ist der 1664 errichtete Isaniwa-Schrein.
Berühmt ist Matsuyama auch als Stadt des Masaoka Shiki (1867–1902), des Begründers der modernen Haiku-Dichtung. In Erinnerung an ihn wird jedes Jahr ein Haiku-Symposium abgehalten und ein internationaler Preis (正岡子規国際俳句賞, Masaoka Shiki Kokusai Haiku-shō) vergeben. Wettbewerbe, an denen sich jeder beteiligen darf, ziehen jedes Jahr 3.000 Amateurdichter mit etwa 50.000 Einsendungen an. Eine Liste der örtlichen Universitätsbibliothek führt über 200 Orte in der Stadt auf, die mit der Haiku-Dichtung oder einzelnen Haikus in besonderer Weise verbunden sind.
Natsume Sōseki, der Shiki 1887 als Mitschüler in Tokio kennengelernt hatte, lebte 1895/96 etwa ein Jahr lang als Lehrer in Matsuyama. Er verarbeitete dieses Erlebnis in seinem 1906 erschienenen Roman Botchan. Gern besucht der Titelheld, ein junger Mathematiklehrer, der aus Tokio in die Provinz geschickt wurde, wie es Natsume Sōseki selbst geschehen war, in seiner Freizeit das berühmte Dōgo Onsen. Es gilt als das älteste Thermalbad (Onsen) in Japan, das schon Prinz Shōtoku im Jahr 596 besucht haben soll.

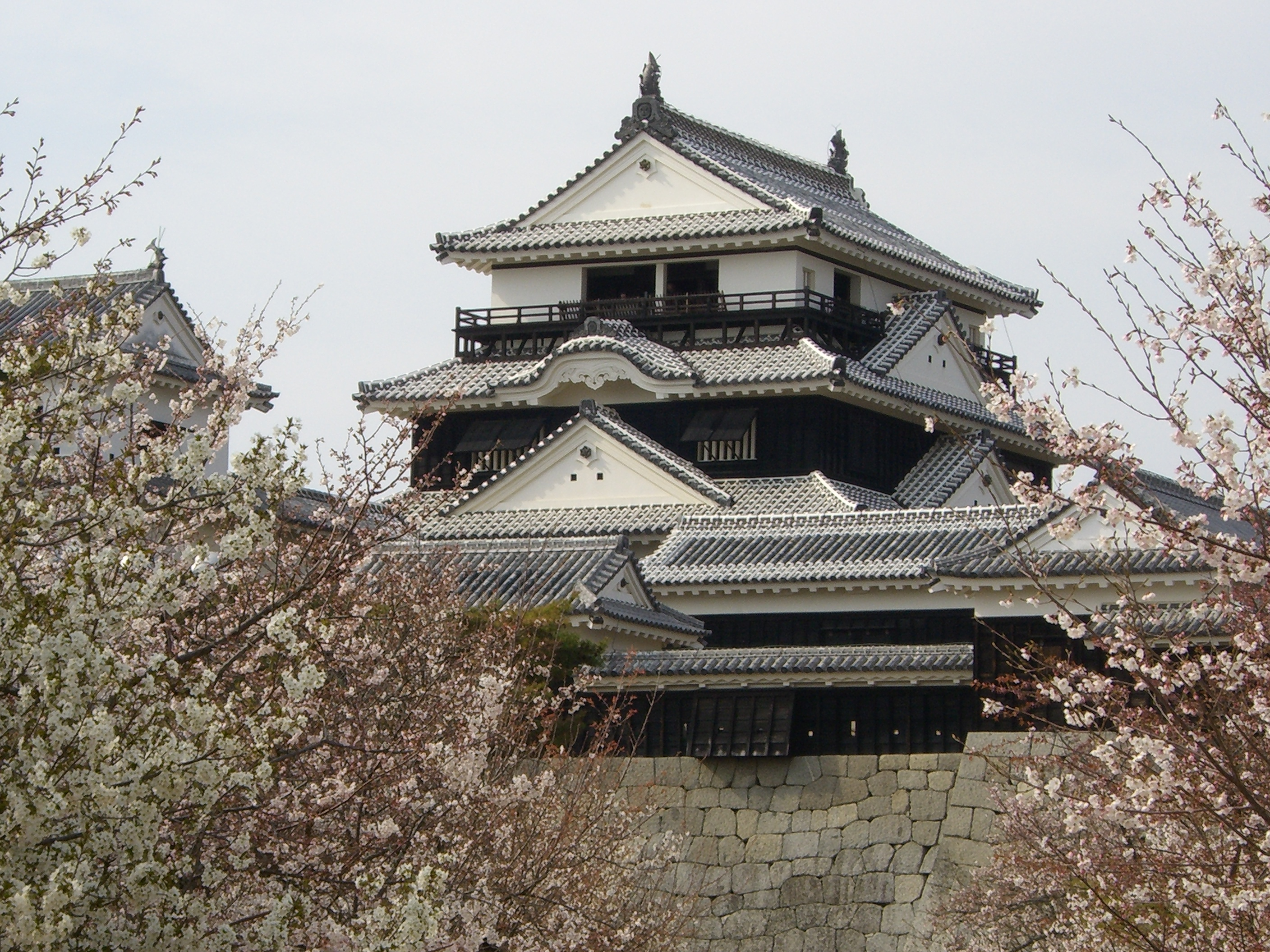
Matsuyama-Burgturm
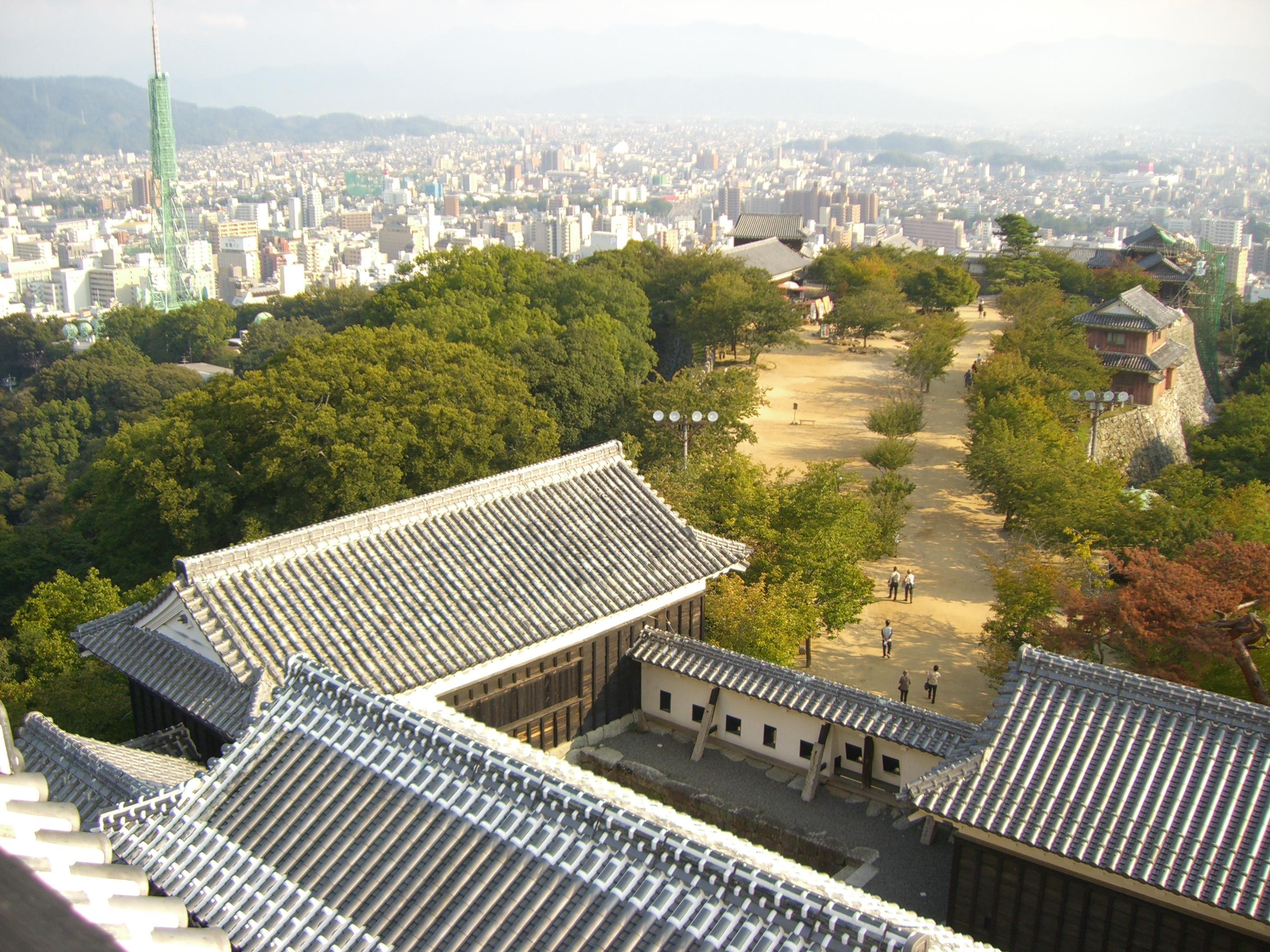
Blick vom Burgturm
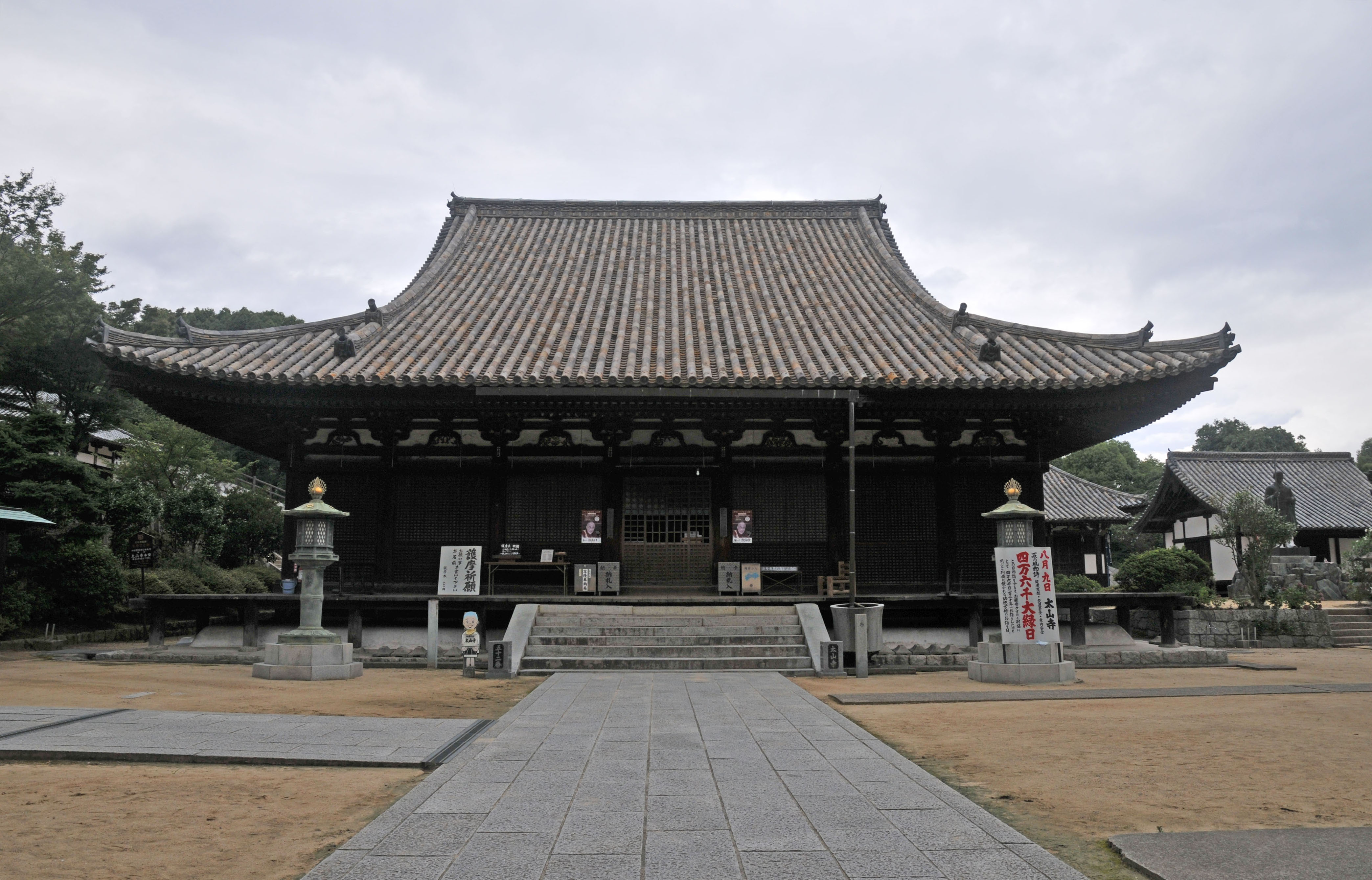
Hondō des Taisan-ji
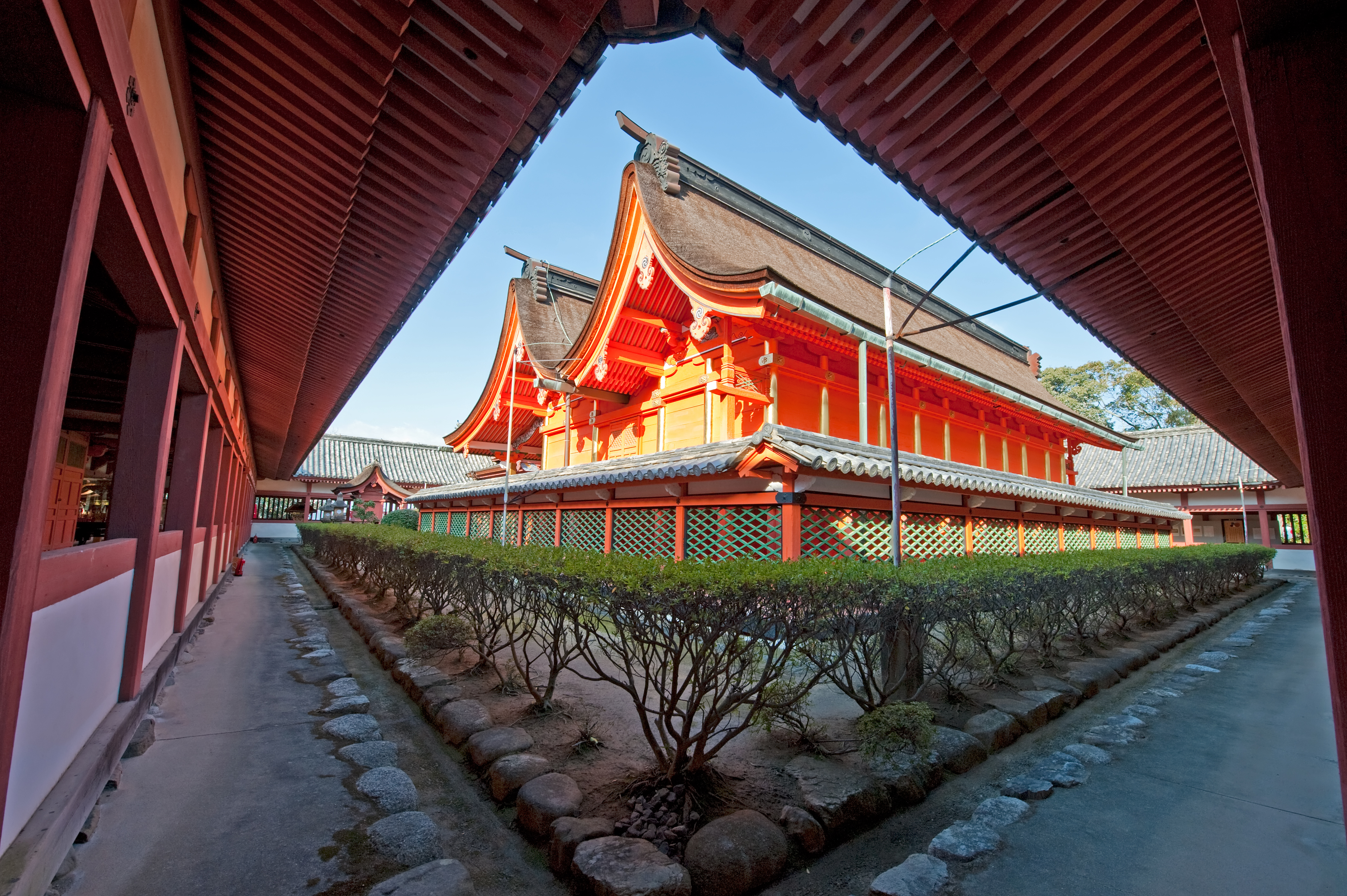
Isaniwa-Schrein
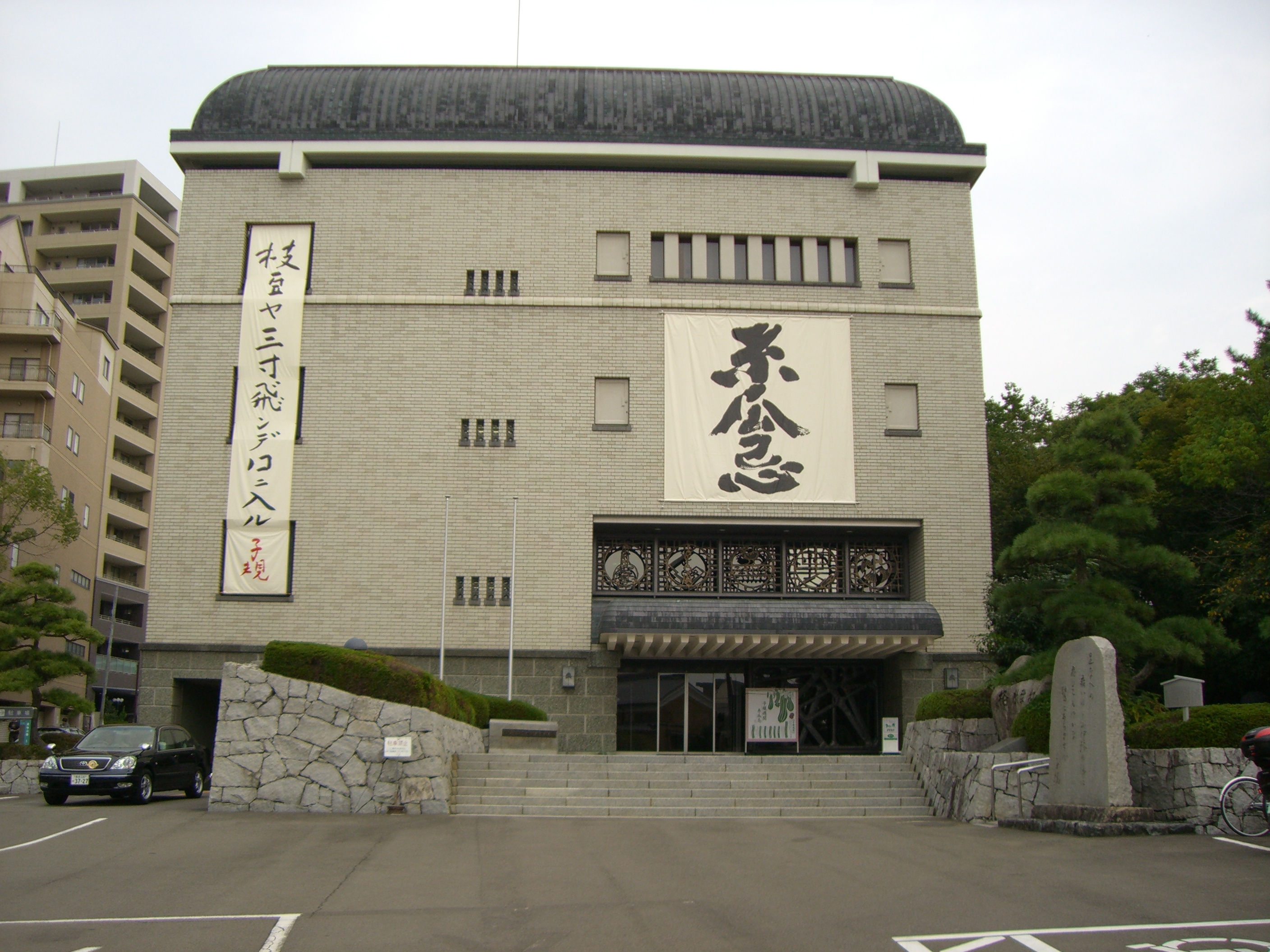
Das Shiki-Museum
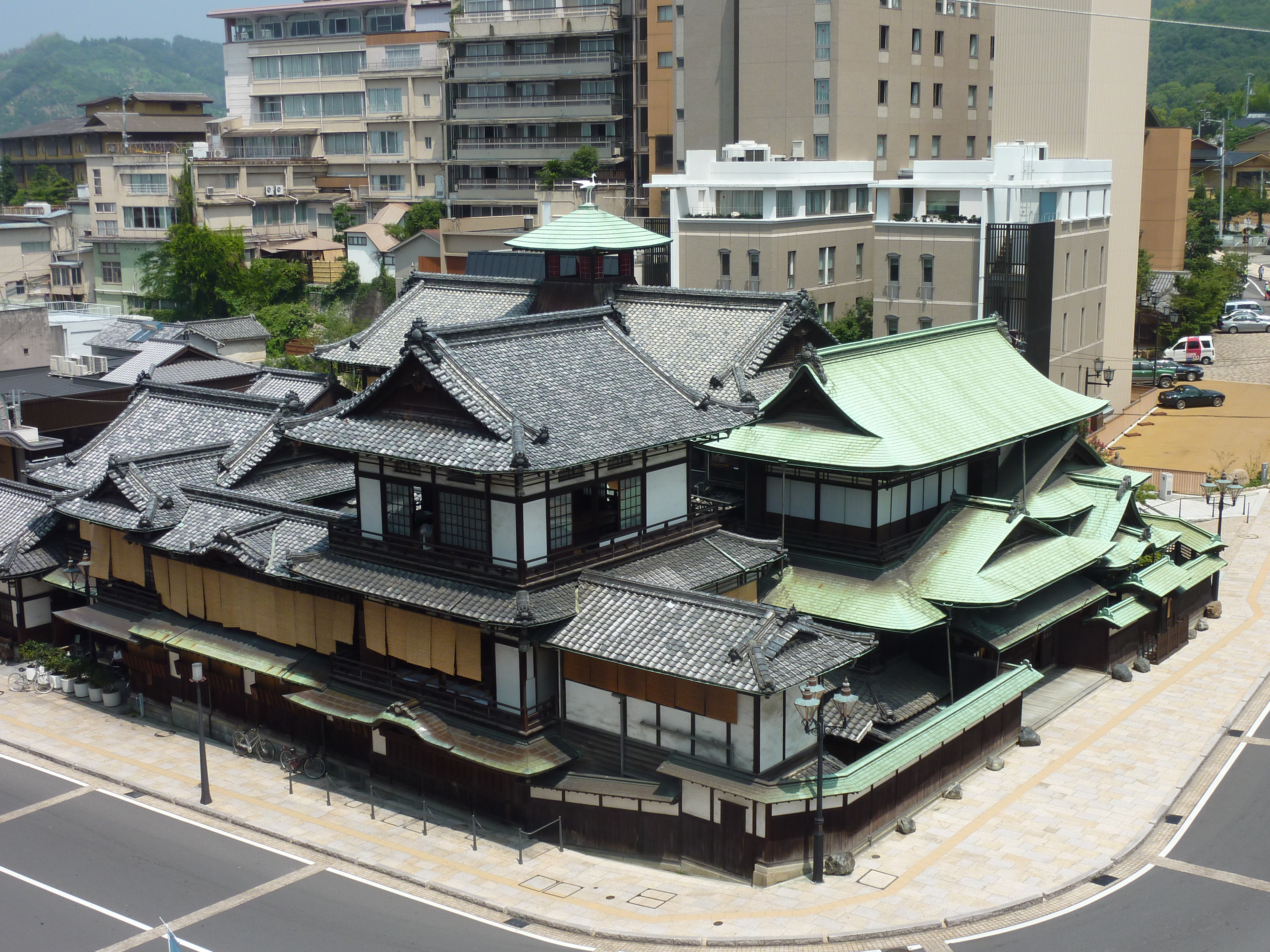
Dōgo-Onsen

## Verkehr

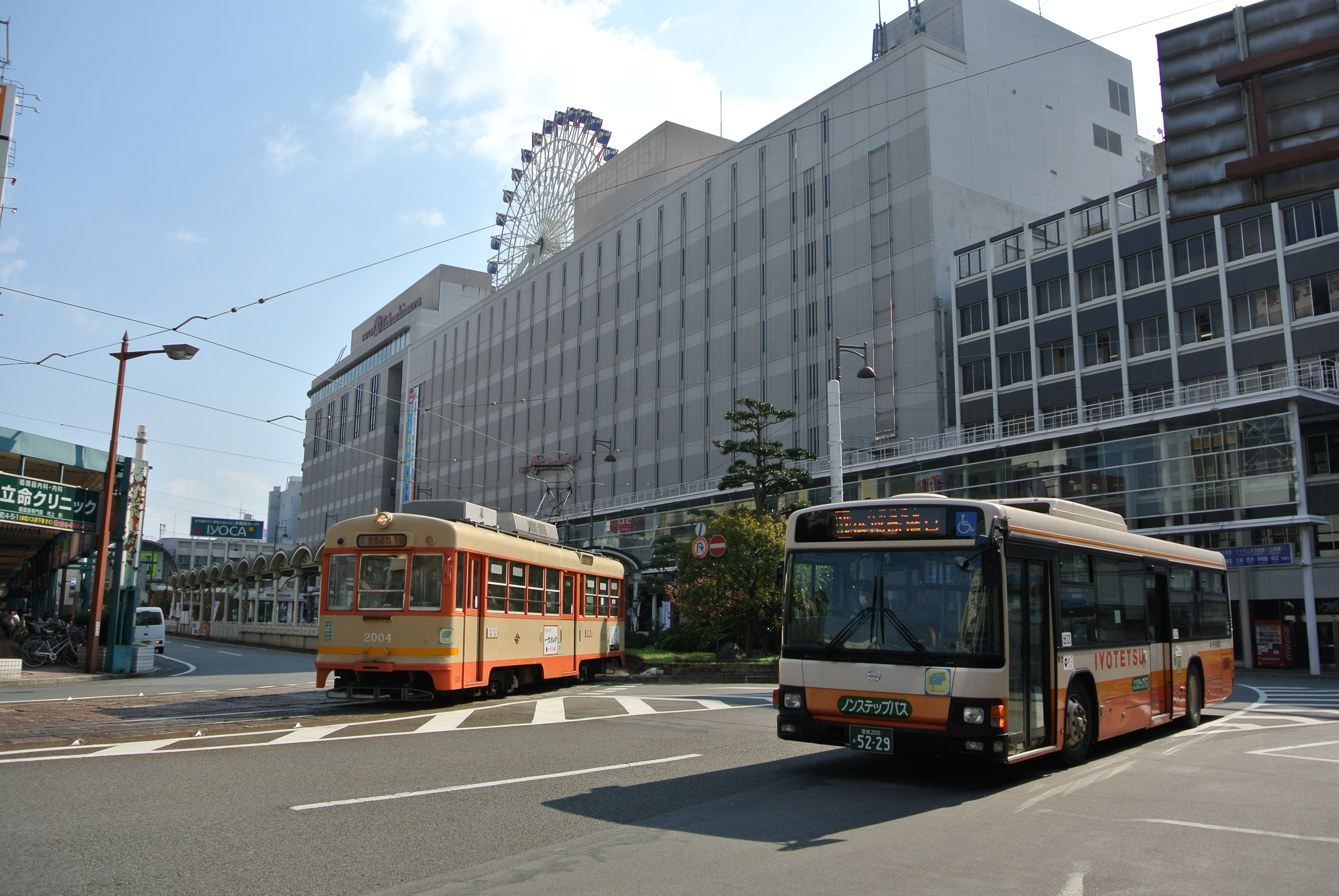
Straßenbahn des Betreibers Iyotetsu in Matsuyama

Der Personennahverkehr wird von Bussen und Straßenbahnen des Unternehmens Iyo Tetsudō (伊予鉄道) sowie seinen drei Schnellbahnlinien Takahama, Yokogawara und Gunchū bedient. Dem Fernverkehr stehen die Yosan-Linie von JR Shikoku nach Takamatsu oder Uwajima, die Matsuyama-Autobahn (松山自動車道), die Nationalstraßen 11 nach Tokushima sowie 33 und 56 nach Kōchi und der Flughafen Matsuyama zur Verfügung. Fährverbindungen mit Hiroshima bietet die Reederei Setonaikai Kisen (松山自動車道) zehnmal am Tag per Fährschiff (Fahrzeit 3 Stunden) und vierzehnmal am Tag per Schnellboot (Fahrzeit 75 Minuten) an.

## Wirtschaft
Wirtschaftlich sind neben dem Tourismus der Maschinenbau, die Papier-, Textil- und chemische Industrie, eine Erdölraffinerie und der Hafen von Bedeutung. Im Umland werden unter anderem Zitrusfrüchte angebaut.

## Sport
Matsuyama ist die Heimat des Fußballvereins Ehime FC. Die Baseballmannschaft Ehime Mandarin Pirates (愛媛マンダリンパイレーツ) aus der Shikoku Island League Plus (四国アイランドリーグplus) spielt im Matsuyama Chūō Kōen Yakyūjō (松山中央公園野球場), Spitzname Botchan Stadium, mit 30.000 Plätzen. Dort und im benachbarten Madonna-Stadium wurden die Spiele der Baseball-Weltmeisterschaft der Frauen 2008 ausgetragen. Westlich des Bahnhofs Ichitsubo (市坪駅) der Yosan-Linie und zwischen den Flüssen Ishite-gawa und Shigenobu-gawa (重信川) gruppieren sich die beiden Baseballstadien mit dem Matsuyama-Keirin-Velodrom, dem Schwimmstadion und der Ehime-ken-Budokan-Halle um den „Zentralpark Matsuyama“ (Matsuyama Chūō Kōen).

## Angrenzende Städte und Gemeinden
- Imabari,  Tōon

## Städtepartnerschaften
- Freiburg im Breisgau, seit 1988
- Pyeongtaek
- Sacramento

## Söhne und Töchter der Stadt
- Akiyama Yoshifuru (1859–1930), Armeegeneral und Bruder von Akiyama Saneyuki
- Masaoka Shiki (1867–1902), Dichter, Literaturkritiker und Essayist
- Akiyama Saneyuki (1868–1918), Stabsoffizier der Marine
- Kawahigashi Hekigotō (1873–1937), Haikuist, Essayist
- Takahama Kyoshi (1874–1959), Dichter und Schriftsteller
- Aibara Shirō (1880–1911), Marineoffizier und Luftfahrtpionier
- Abe Yoshishige (1883–1966), Philosoph
- Mansaku Itami (1900–1946), Drehbuchautor und Regisseur
- Tadao Tannaka (1908–1986), Mathematiker
- Katsutsugu Sekiya (* 1938), Politiker
- Yasuhisa Shiozaki (* 1950), Politiker
- Rieko Matsuura (* 1958), Schriftstellerin
- Manichi Yoshimura (* 1961), Schriftsteller
- Mika Saiki (* 1971), Volleyball- und Beachvolleyballspielerin
- Chiaki Kusuhara (* 1975), Beachvolleyballspielerin
- Makoto Tamada (* 1976), Motorradrennfahrer
- Reiko Tosa (* 1976), Langstreckenläuferin
- Kazuhito Watanabe (* 1986), Fußballspieler
- Takanori Maeno (* 1988), Fußballspieler
- Riki Nakaya (* 1989), Judoka und Olympionike
- Ryō Aono (* 1990), Snowboarder
- Hideki Matsuyama (* 1992), Profigolfer
- Tsubasa Kubo (* 1993), Fußballspieler
- Kanako Murata (* 1993), Ringerin
- Yoshiki Fujimoto (* 1994), Fußballspieler
- Yoshiki Matsushita (* 1994), Fußballspieler
- Yutaka Soneda (* 1994), Fußballspieler
- Nagi Hanatani (* 1995), Tennisspielerin
- Sasuga Kiyokawa (* 1996), Fußballspieler
- Maki Shiomi (* 2000), Tischtennisspielerin
- Shūma Mihara (* 2001), Fußballspieler
- Koshiro Shimada (* 2001), Eiskunstläufer